# Rocky Island North Conservation Park
Rocky Island North Conservation Park är ett naturreservat i Australien. Den ligger i delstaten South Australia, omkring 310 kilometer väster om delstatshuvudstaden Adelaide. Rocky Island North Conservation Park ligger 9 meter över havet. Den ligger på ön Rocky Island.
Trakten runt Rocky Island North Conservation Park är nära nog obefolkad, med mindre än två invånare per kvadratkilometer.. Närmaste större samhälle är Mount Hope, omkring 19 kilometer nordost om Rocky Island North Conservation Park.
Genomsnittlig årsnederbörd är 566 millimeter. Den regnigaste månaden är juni, med i genomsnitt 139 mm nederbörd, och den torraste är januari, med 15 mm nederbörd.